# PiraMMMida
PiraMMMida – film rosyjski z 2010 r. w reżyserii Eldara Saławatowa, oparty na prawdziwych wydarzeniach początku lat 90. XX wieku.
Siergiej Mawrodi (w filmie Mamontow) był założycielem MMM, piramidy finansowej działającej od lutego 1994. Towarzysząca temu ogromna kampania reklamowa i tysiące punktów sprzedaży rozsianych po całym kraju sprawiały, że tygodniowo przybywało około milion nowych posiadaczy „akcji”. Po aresztowaniu Mawrodiego 4.08.1994 r. większość akcji i pieniędzy zniknęła.

## Twórcy
- Producenci – Sjergiej Liwniew, Georgij Małkow
- Reżyser – Eldar Saławatow
- Scenariusz – Sjergiej Krajniew, Maksim Wasiljenko – w oparciu o autobiografię S. Mawridi „Piramida”
- Operator – Goran Pawiczewicz
- Dźwięk – Sjergiej Czuprow

## Obsada
- Aleksiej Sieriebriakow – Mamontow
- Fiodor Bondarczuk – Bieljawskij
- Katarzyna Wiłkowa – Wiera
- Mikołaj Sałopin – Zotik
- Aleksiej Gorbunow – pułkownik
- Artiom Michałkow – major
- Daniel Spiwakowskij – Gutow
- Jurij Curyło – generał
- Anna Michałowa – żona Mamontowa
- Piotr Fiedorow – Anton
- Wasylij Konstantinow – Fiodor
- Włodzimierz Piermjakow – Ljenia Gołubkow

## Fabuła
Rosja początek lat dziewięćdziesiątych dwudziestego wieku. Sjergiej Mamontow zakłada firmę MMM i wypuszcza na rynek papiery wartościowe z bogatą ornamentyką, wodnym znakiem i swoim portretem w środku. Rozpoczyna ogromną kampanię reklamową. Już po dwóch tygodniach ludzie stali w kolejkach, żeby kupić mamontowki, których cena ustalana odgórnie przez Mamontowa ciągle wzrastała. Pieniądze uzyskane za bony główny bohater chce przeznaczyć na wykupienie banków i najważniejszych sektorów przemysłu. Wielkim sukcesem firmy MMM zaniepokojeni są zarówno bankierzy, jak i politycy.

## Zdjęcia
Film nakręcono w Mińsku, ponieważ oddawał on atmosferę lat dziewięćdziesiątych XX stulecia.
Z premierą filmu zwlekano. Początkowo miała odbyć się na wiosnę 2010 r., potem jesienią, aż wreszcie został wyświetlony w kinach w kwietniu 2011 roku.

## Interesujące fakty
Można zauważyć podobieństwa do filmu „Generation P”, który wszedł na ekrany mniej więcej w tym samym czasie.